# センリョウ
センリョウ（千両・仙蓼、学名: Sarcandra glabra）は、センリョウ科センリョウ属に属する常緑小低木の1種である。葉は対生し、葉縁には鋭い鋸歯がある（図1）。花は極めて単純であり、1個の雌しべと1個の雄しべだけからなる。冬に赤く美しい果実をつけるため（図1）栽培され、また正月の飾りに使われる。名前や形が似ていて、同じく冬に赤い果実をつけるマンリョウ（万両; サクラソウ科）と対比されるが、両者は遠縁である。赤い果実をサンゴに見立てて、クササンゴ（草珊瑚）とよばれることもある。果実が黄色い品種もあり、キミノセンリョウと呼ばれている。日本を含む東アジアから東南アジア、南アジアに分布する。

## 名称
江戸時代に書かれた生け花の伝書『立花大全』（1683年）や、草木の種類や栽培法を記した『花壇地錦抄』（1695年）では、「仙蓼（）」と表記されている。また花を、四季の順や分類などに従って記録した図譜『花譜』（1694年）では「珊瑚（）」と記している。江戸時代後期に、同じく赤い実を多数つけるマンリョウ（万両; サクラソウ科）と対比した縁起物として、「千両」の字を充てるようになった。センリョウの現代の別名として、クササンゴ（草珊瑚）とよばれることもあり、常緑性で茎も緑色で節が目立つところからついた名前だと考えられている。
同様に赤い実をつける植物の中には、「百両」（カラタチバナ; サクラソウ科）、「十両」（ヤブコウジ; サクラソウ科）、「一両」（アリドオシ; アカネ科）の名でよばれるものもいる。また、紛らわしいことにセンリョウの別名に「マンリョウ」があり、マンリョウの別名に「センリョウ」がある上、サクラソウ科にはイズセンリョウ属が含まれていて、少し形が似ている。

## 分布と生育環境
日本、韓国（済州島）、台湾、中国南部、南アジア（インド）、東南アジア、ニューギニアに分布する。日本では本州（関東西南部、東海、紀伊半島）、四国、九州、南西諸島に生育するが、広く植栽されているため、自然分布域以北で見られることもある。常緑広葉樹林の林床に群生している。暖地の半日陰に生えている。

## 特徴
常緑広葉樹の小低木であり、茎は直立してまばらに分枝し、高さは 50 - 150センチメートル (cm) 、直径は 1.5 cm、樹皮は平滑で緑色である。
センリョウは被子植物でありながら維管束に道管を欠くとされ、被子植物の進化を考える上で注目される存在であるが、後生木部や初期の二次木部からは道管（穿孔をもつ）が報告されている。またセンリョウ科の他の種は、道管をもつ。節はやや膨らんでいる（下図2a）。
葉は対生し、革質で光沢があり、葉身は長楕円形から卵状楕円形、2 - 20 × 1 - 8 cm、表裏とも無毛、先端は鋭く尖り、基部はくさび形、葉縁には先が細く尖る鋸歯がある（下図2a, c, 32a）。葉脈は羽状、側脈は5 - 10対。葉柄は長さ 0.5 - 2 cm。葉柄の基部は広がってく茎を包み、葉鞘となる（下図2b）。托葉は小さく、線形から短剣形、長さ 1.5ミリメートル (mm) ほどある。

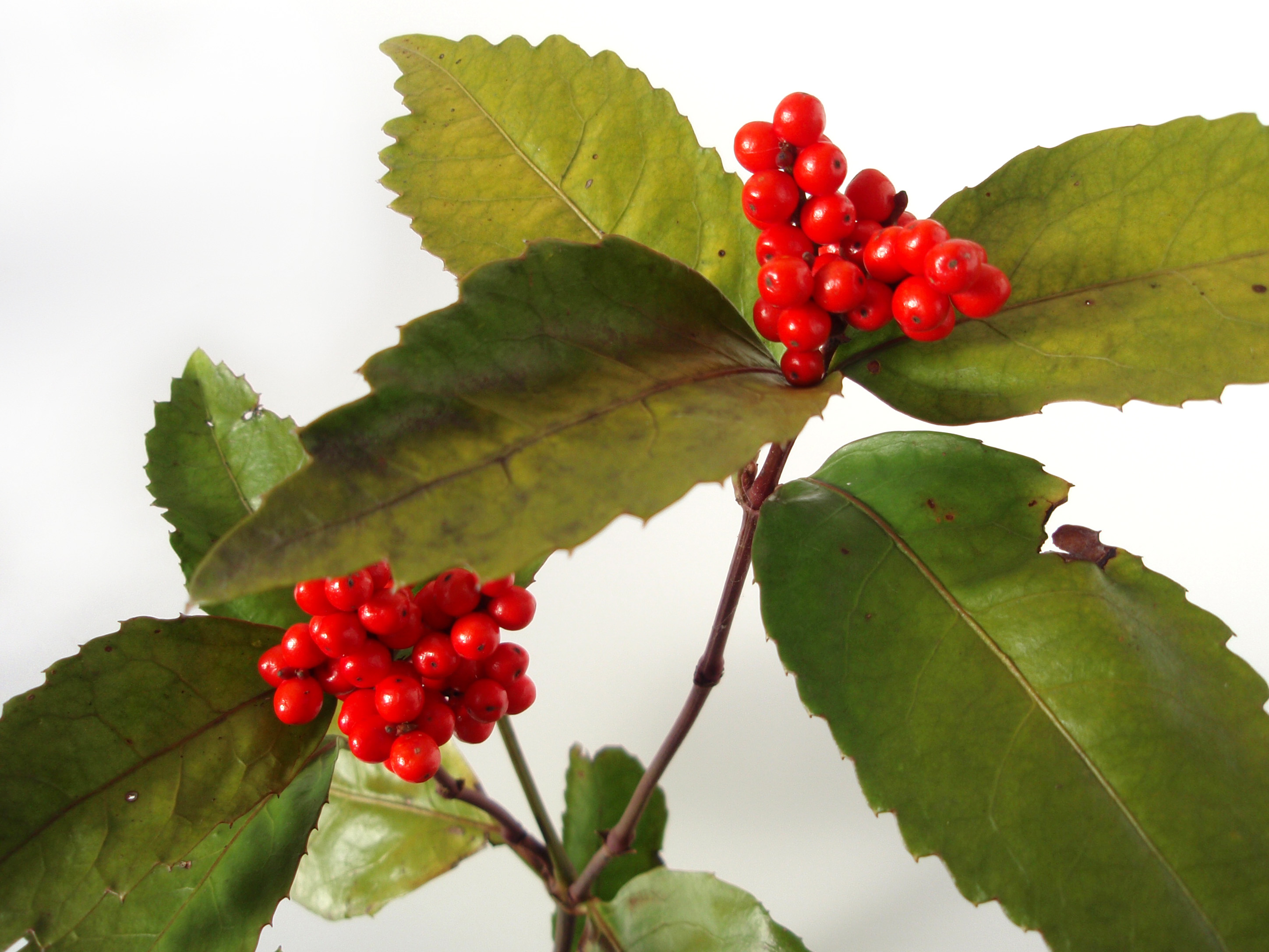
2a. 茎、葉、果実
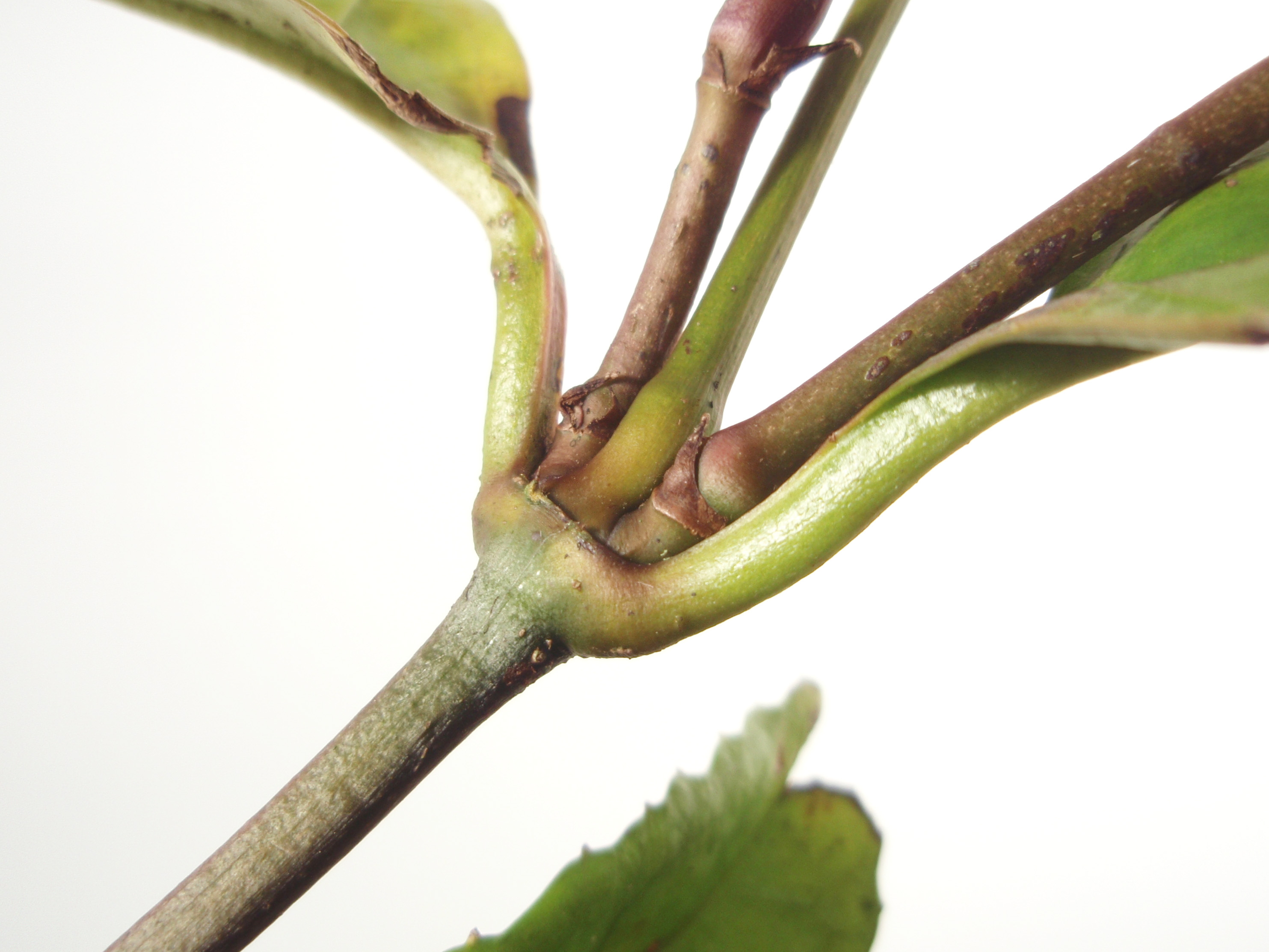
2b. 対生する葉柄の間に葉鞘がある
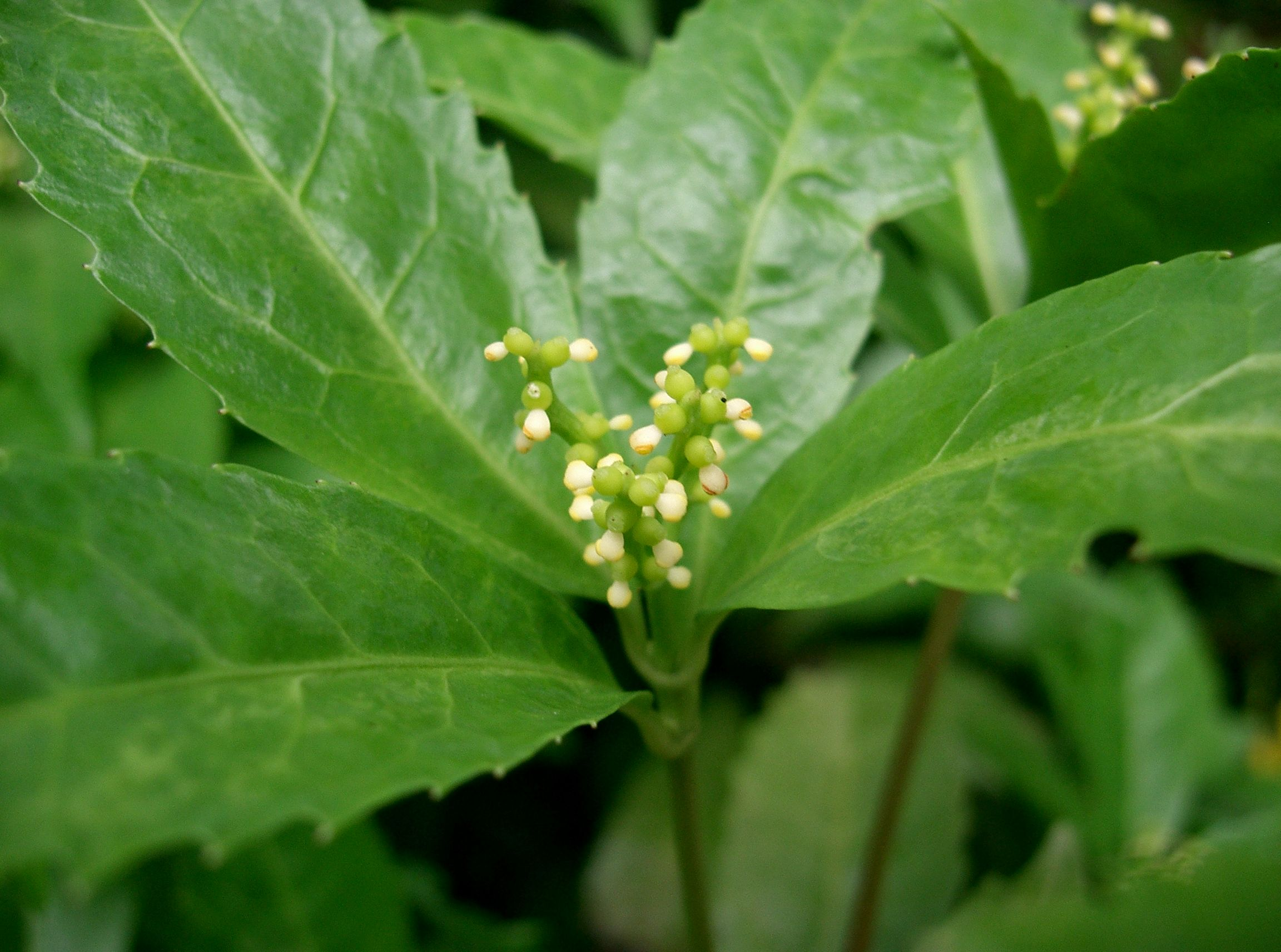
2c. 花序

日本での花期は6 - 7月、枝先に2 - 3回分枝する長さ 2 - 5 cm のまばらに花がついた穂状花序をつける（上図2c, 下図3a）。花は両性花、花被（花弁と萼片）がなく、楕円形から先が尖った三角形で長さ約 1ミリメートル (mm) の苞（小苞）の腋につく（下図3a）。雄しべは1個、1.3 - 2 x 1 - 1.3 mm、黄白色、葯は雄しべの半分長以上、黄色で2個。雌しべは球形、緑色、長さ 1 - 1.5 mm、その側面（背軸側）に雄しべが直接ついて横に張り出している（下図3a）。
果期は晩秋から冬（11 - 1月）。果実は核果、球形、直径 5 - 7 mm、冬（12 - 1月）に熟して赤くなる（下図3b）。果実表面に黒い点が2つあるが、これは雌しべの柱頭と雄しべがついていた痕である。果実が黄色いものもおり、キミノセンリョウとよばれる（下図3c）。果実の核は直径 3 - 4 mm。

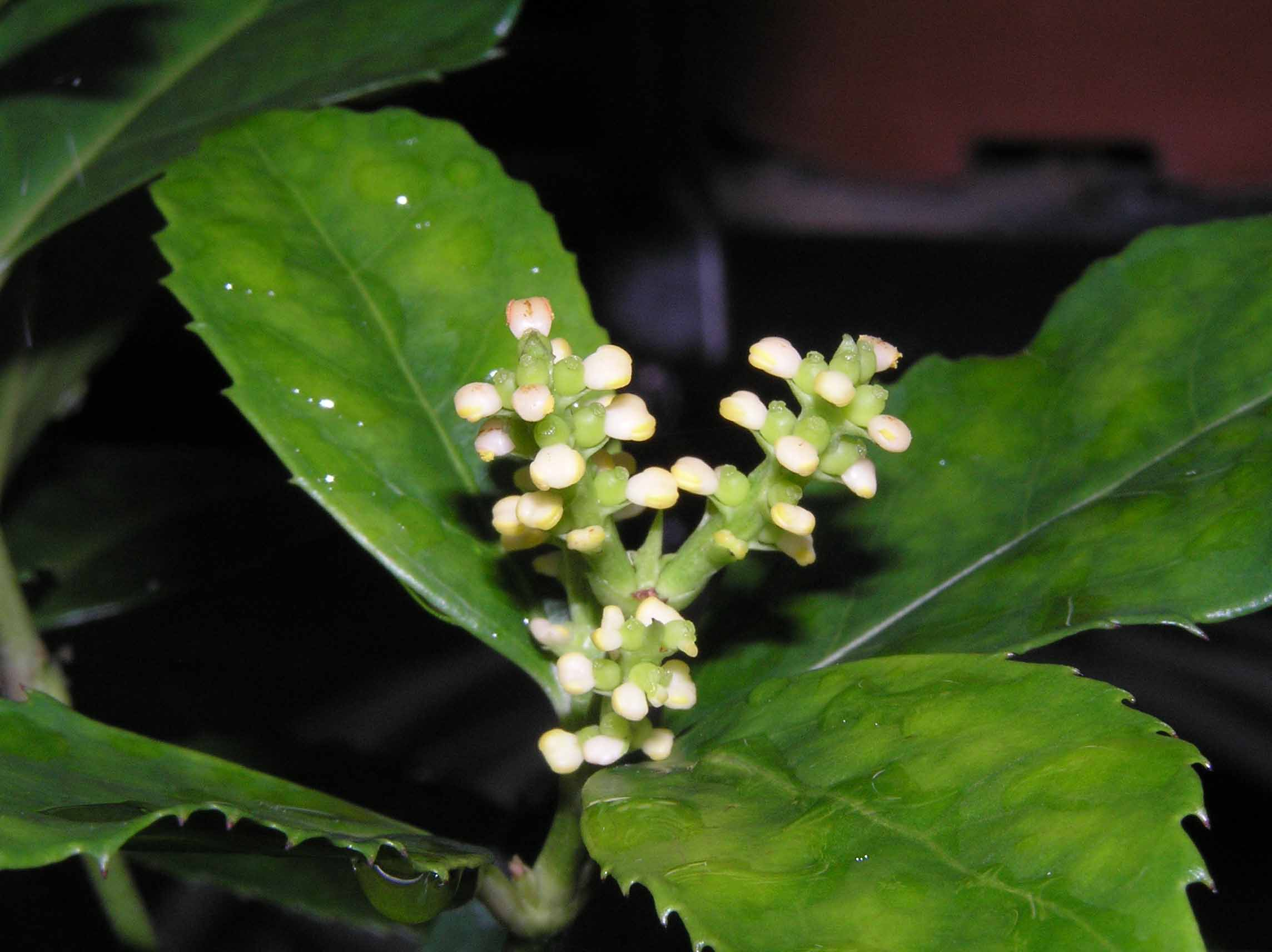
3a. 花序
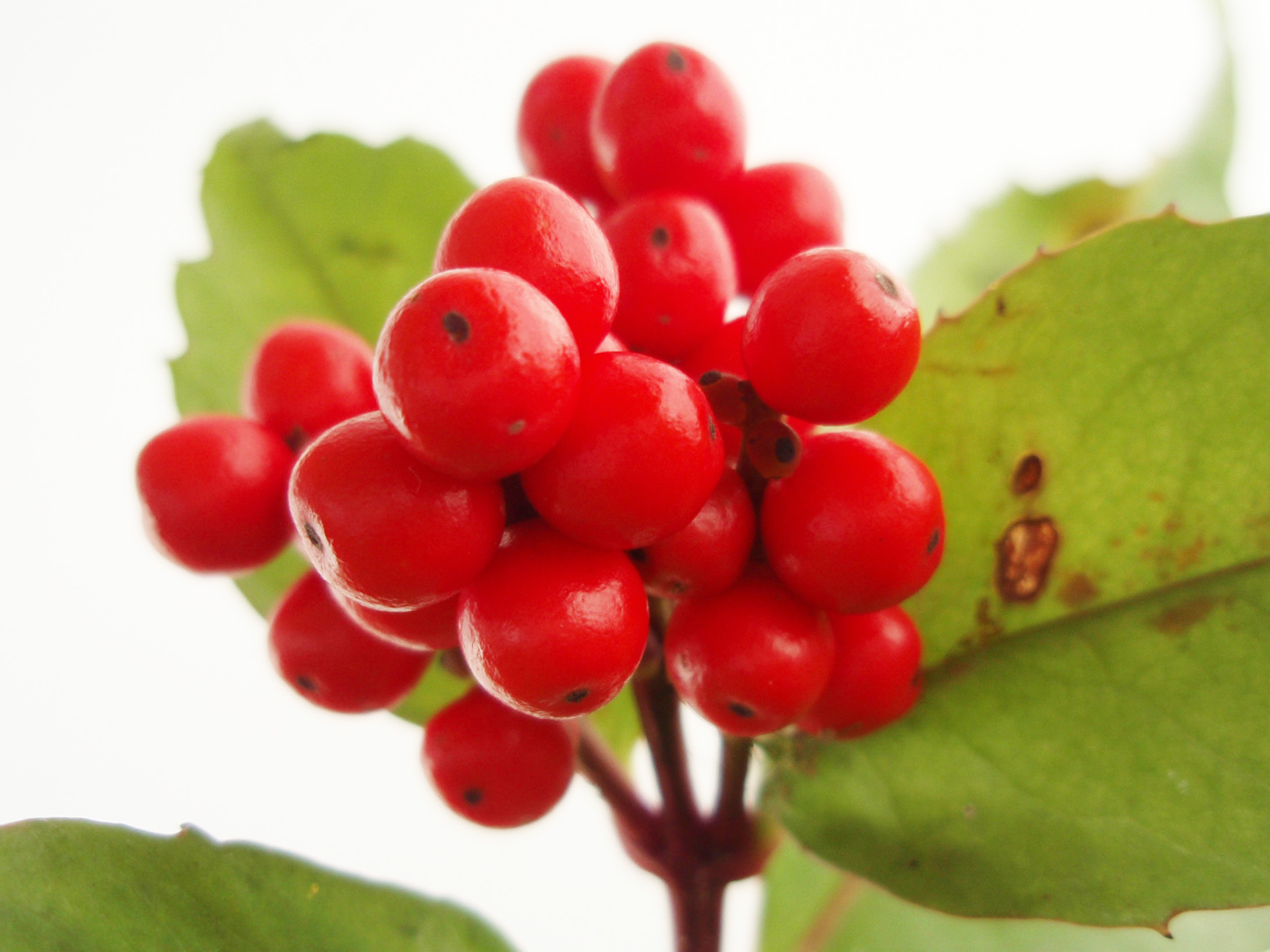
3b. 果実
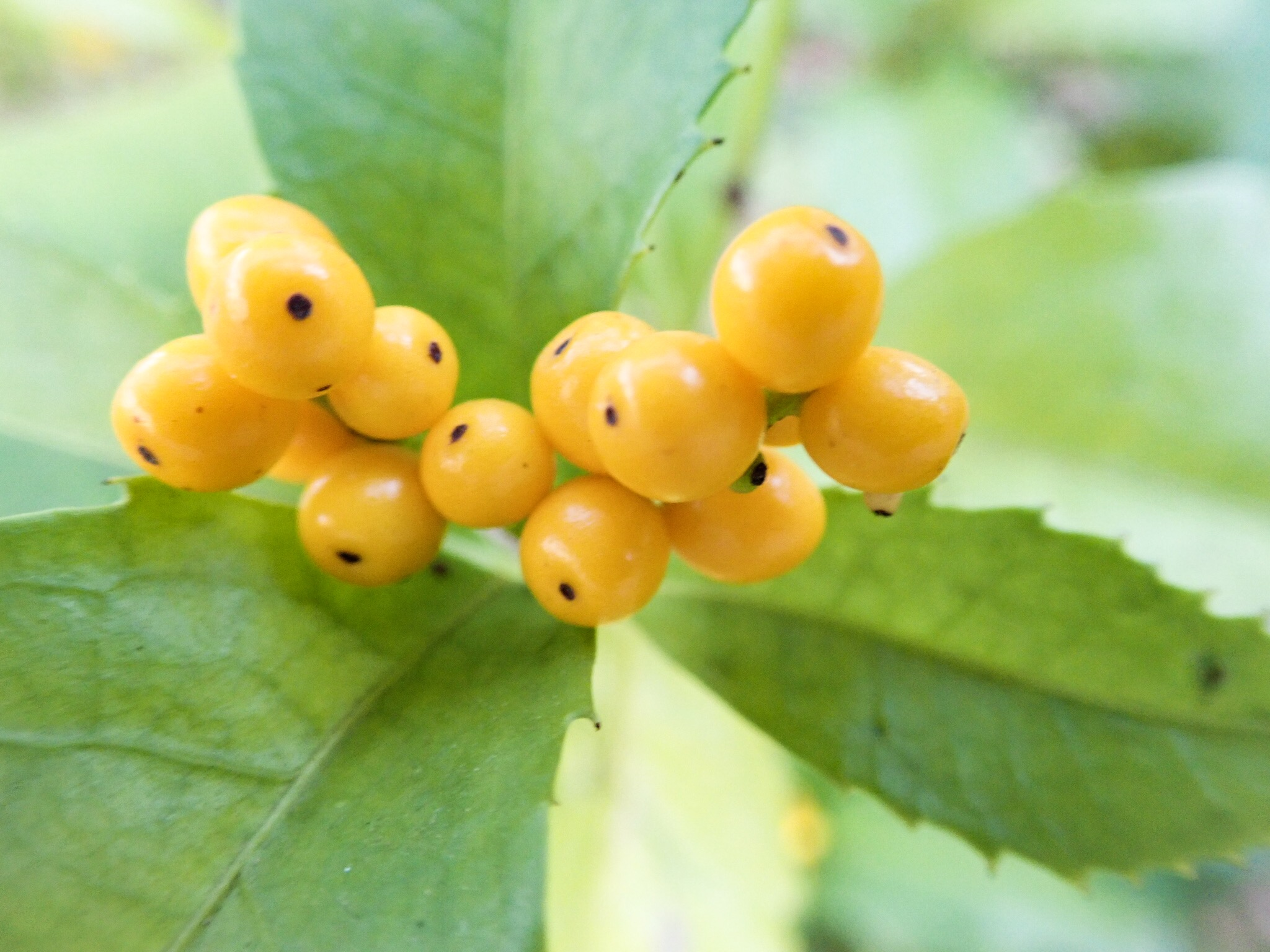
3c. キミノセンリョウの果実

## 分類
日本などの個体 (Sarcandra glabra subsp. glabra) では葯の長さが雄しべ全長より明らかに短いが、東南アジア産のものは葯の長さが雄しべ全長とほぼ同長であり、亜種 Sarcandra glabra subsp. brachystachys (Blume) Verdc. (1985) に分類される。中国南部からインド北西部には両亜種の中間型があるとされる。さらにこの中で果実が黒いものは Sarcandra glabra var. melanocarpa (Ridl.) Verdc. (1985) とされる。

## 人間との関わり
景気のいい名前で知られ、花の少ない冬に美しい果実をつけるため、正月の縁起物として切枝（果実をつけた枝）が流通している。正月用の飾りに使われる切枝には、サクラソウ科のマンリョウもあるが、正月用切枝としてはセンリョウのほうが人気で、生花市場ではセンリョウ市が開かれ膨大な量が扱われる。マンリョウはセンリョウとよく対比されるが、マンリョウのほうが葉幅がやや狭く、赤色の果実はくすんだ色をしている。2021年の東京都中央卸売市場におけるセンリョウの取引金額は3億6948万円（約200万束、ほとんどが12月）、そのうち56%は茨城県産、31%は千葉県産であった。
センリョウは、庭植え（関東地方以西）や鉢植えでの観賞用としても広く栽培されている。果実が黄色いキミノセンリョウ（上図3c）や、斑入りの園芸品種も流通している。センリョウは少なくとも江戸時代初期から栽培され、生け花などに用いられていた。庭園の庭植えとしては、いわゆる下木、根締めに用いられる。
花言葉は「利益」、「祝福」、「富」、「財産」、「裕福」。
夏に採取し乾燥した若い枝葉や、それを酒で煮出したものを生薬とすることがある。中国では腫節風 (Zhong Jie Feng) や草珊瑚 (Cao Shan Hu)、九節茶などとよばれ、抗菌、消炎、去風除湿、活血、止痛の効能があるとされる。センリョウからはセスキテルペン、フラボノイド、フェノール酸、クマリンなど200種以上の物質が単離同定されており、その中には抗菌、抗ウイルス、抗炎症、抗腫瘍、および抗血小板減少症が確認されたものもある。また、センリョウをお茶として利用する地域もある

## ギャラリー

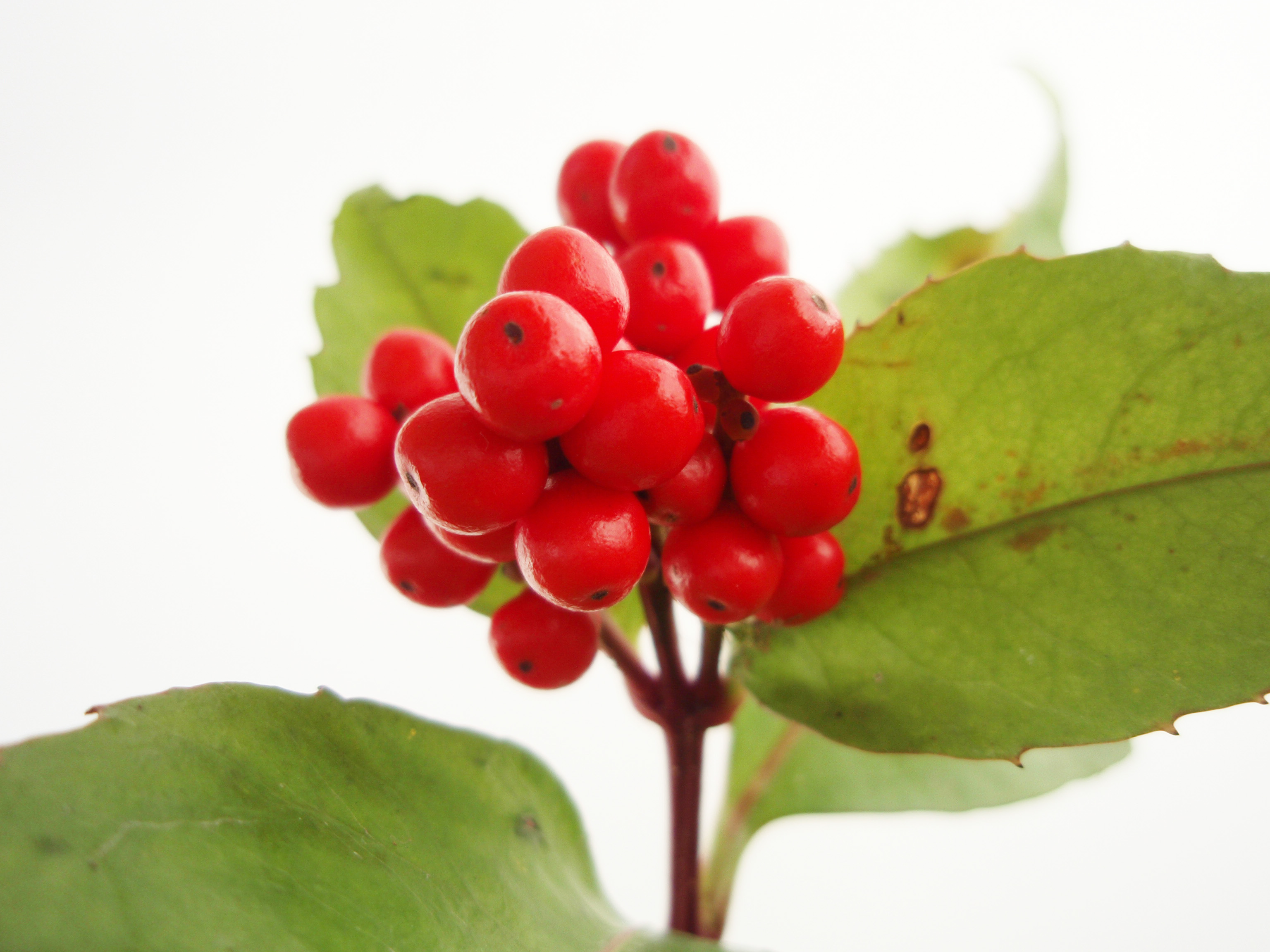
果実
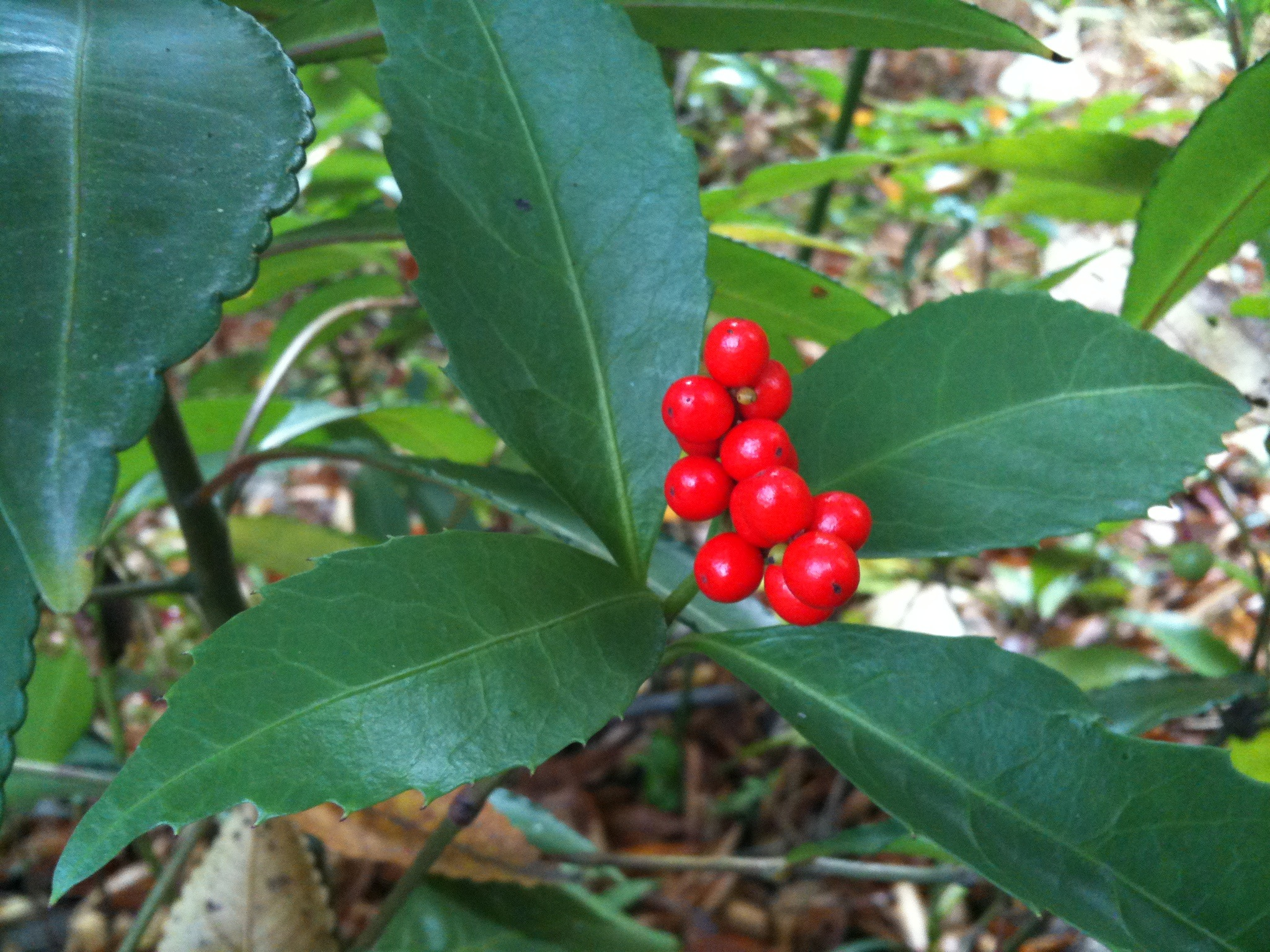
果実
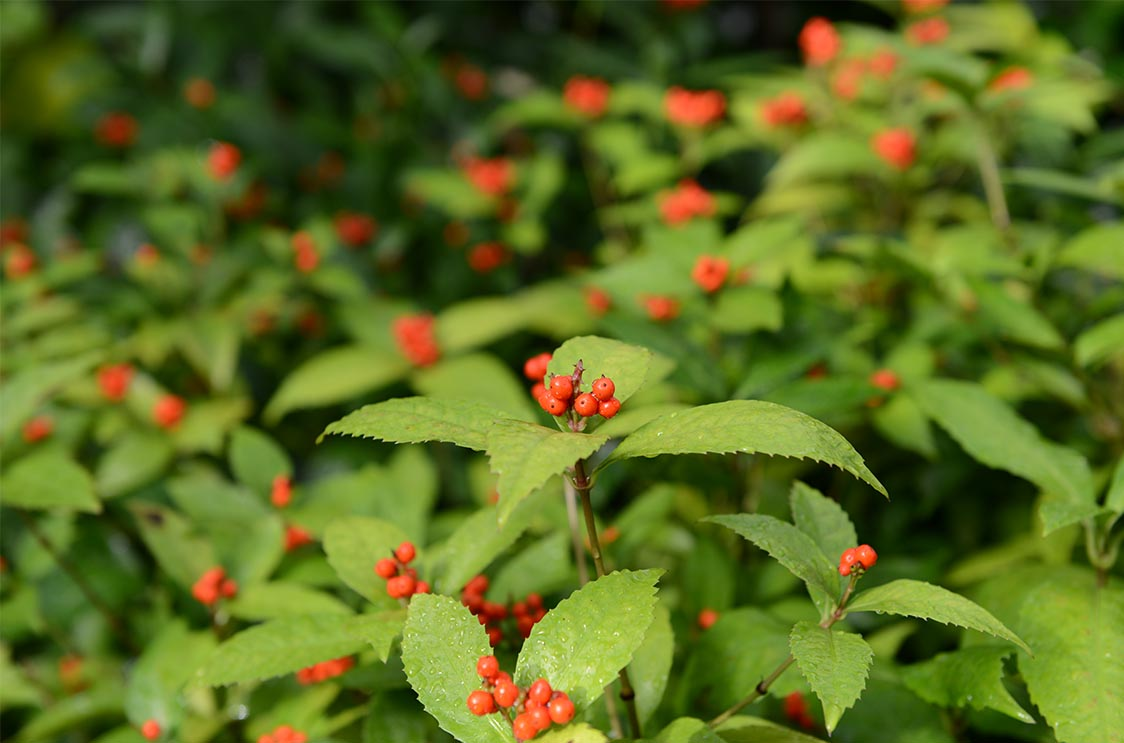
果実
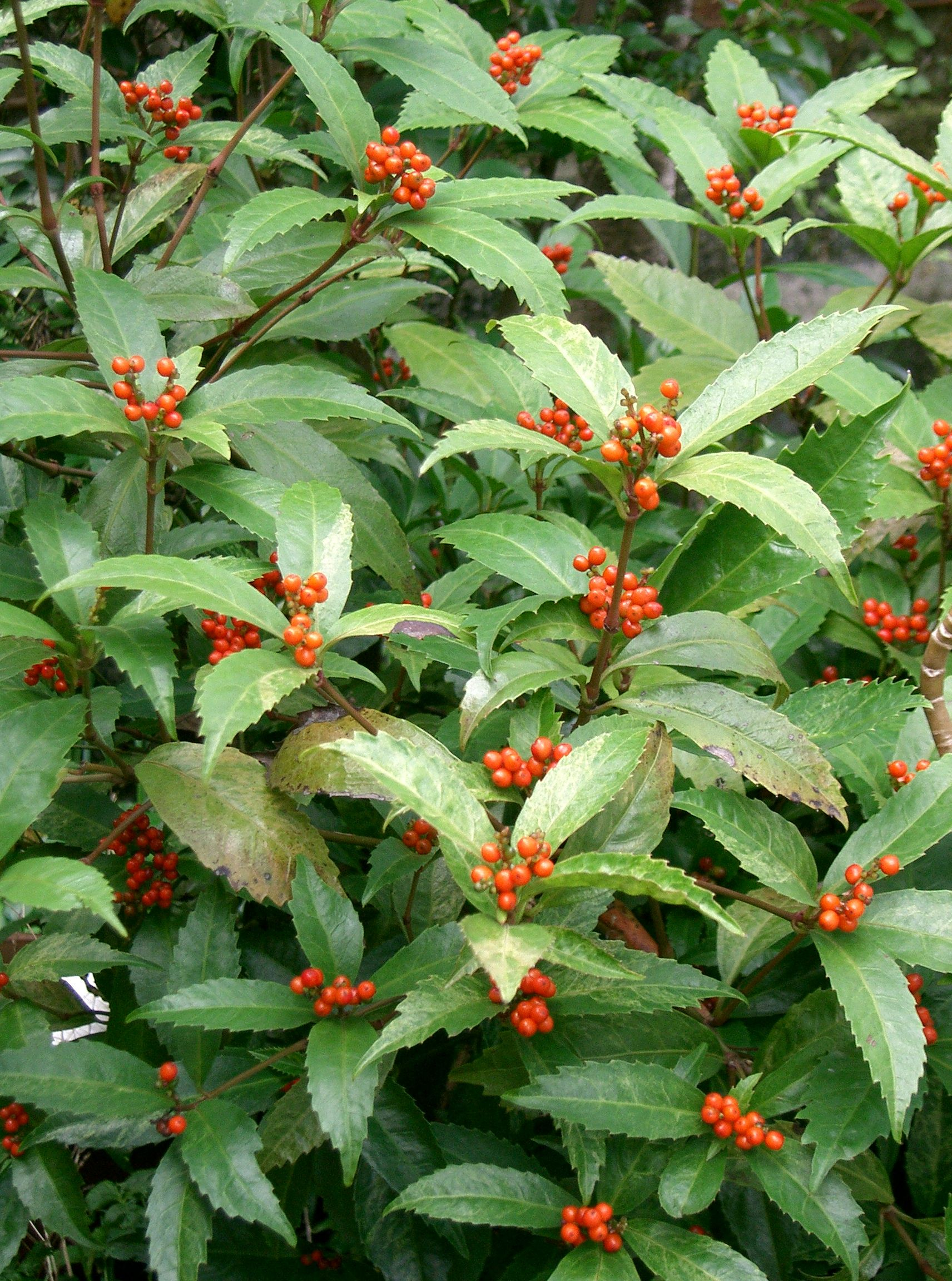
果実
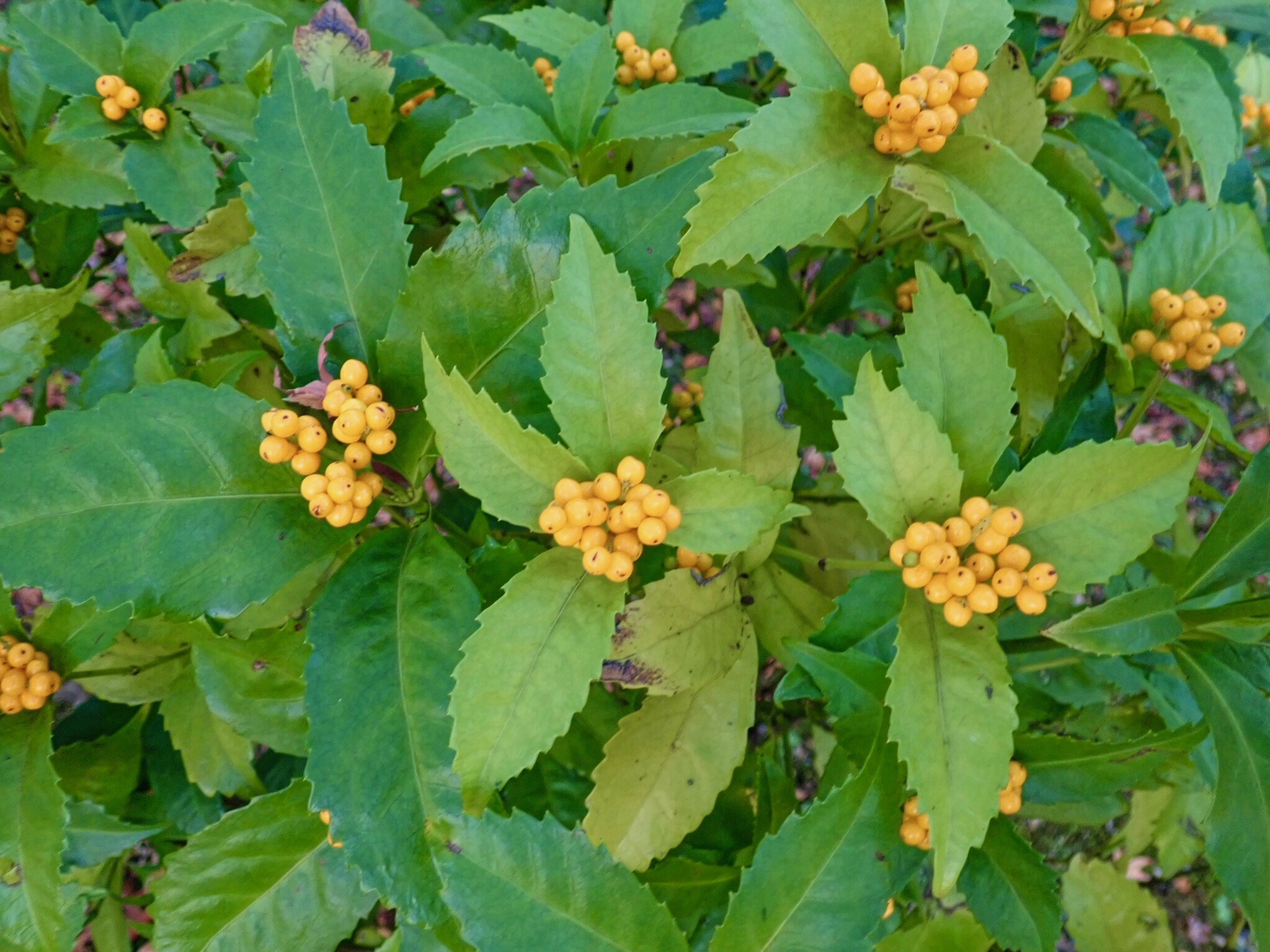
キミノセンリョウ